# Astley, Worcestershire
Astley är en by i civil parish Astley and Dunley, i distriktet Malvern Hills, i grevskapet Worcestershire, i England. Byn är belägen 14 km från Worcester. Byn nämndes i Domedagsboken (Domesday Book) år 1086, och kallades då Eslei.